# Kurne (osiedle)
Kurne (ukr. Курне) – osiedle na Ukrainie, w obwodzie żytomierskim, w rejonie żytomierskim, siedziba hromady. W 2001 liczyło 863 mieszkańców.